# 奧列克西伊夫卡 (博胡斯拉夫區)
49°35′56″N 31°7′51″E / 49.59889°N 31.13083°E
阿列克西伊夫卡（烏克蘭語：Олексіївка）是位於烏克蘭北部的村莊，由基辅州奧布希夫區的米羅尼夫卡市鎮負責管轄。該村始建於1908年，面積0.5平方公里，海拔高度153米，2001年人口130，人口密度每平方公里260人。